# Batalla de Pontorson

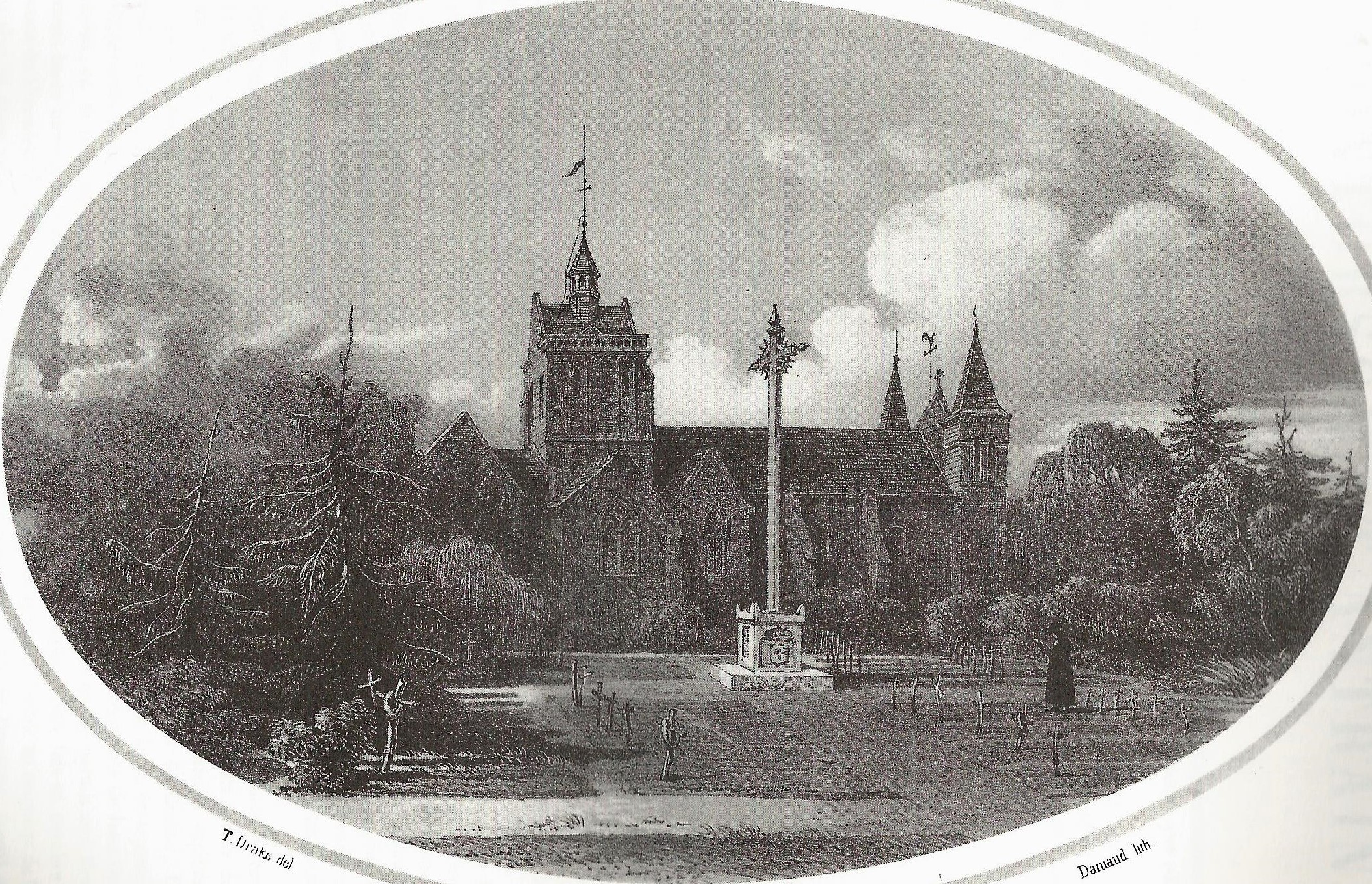
Vista de l'església de Pontorson, gravat de Thomas Drake

Batalla de Pontorson. Va tenir lloc durant la Revolta de La Vendée, durant la incursió de Gir de galerna.

## Batalla
Després del seu fracàs a la batalla de Granville (Setge de Granville), l'exèrcit de la Vendée va fer la volta, però el pas va ser bloquejat a Pontorson pels 4.000 homes del general Sans-Culotte Tribout. Tot i això, els vendeans són molt superiors en números i es pot superar fàcilment les forces de Tribout. Escriu al seu informe que li han estat "posats en ruta". Per això va tornar a caure sobre Dinan.
No es coneixen les pèrdues de Vendée i les republicanes són objecte d'estimacions molt variables; El representant Louis Turreau va escriure al Comitè de Seguretat Pública el 23 de novembre de 1793 que els republicans no havien perdut ni 20 homes, de la mateixa manera que els administradors de La Manche també van escriure al Comitè que els republicans havien perdut menys de 50 homes. El general Tribout declara que lamenta només 100 soldats, les pèrdues són 300 morts i ferits segons el general Kléber. Finalment, un tal Lesouchu que participa en l'enterrament dels cadàvers calcula que el nombre de blaus morts va passar de 1.000 a 1.200.